# Lesón
Lesón (llamada oficialmente Santa Cruz de Lesón) es una parroquia y un lugar español del municipio de Puebla del Caramiñal, en la provincia de La Coruña, Galicia.

## Entidades de población
Entidades de población que forman parte de la parroquia:
- Agros Atalaia (Os Agros da Vila)
- Aldeavella (A Aldea Vella)
- Atalaya (A Atalaia)
- Baltar
- Banda (A Banda)
- Casaqueimada (A Casa Queimada)
- Colo de Arca (O Colo de Arca)
- Cortizo (O Cortizo)
- Crucero (O Cruceiro)
- Entrerríos
- Freán
- Gándara (A Gándara)
- Granja (A Granxa)
- Lesón
- Payo (Paio)
- Pedriñas (As Pedriñas)
- Portocarro
- Puente Barbanza (A Ponte Barbanza)
- Quintáns
- Rego (O Rego)
- Romeiras (As Romeiras)
- Rosamonde
- Roupión
- Rueiro (O Rueiro)
- San Lázaro
- Santa Cruz (Santa Cruz o San Amaro)
- Sende
- Tarrío
- Tomada (A Tomada)
- Vilares (Os Vilares)
- Virgen del Monte (A Virxe do Monte)

## Despoblado
- Río de Cestos

## Demografía

### Parroquia
| Gráfica de evolución demográfica de Lesón (parroquia) entre 2000 y 2019 |
|                                                                         |
| Datos según el nomenclátor publicado por el INE.                        |

### Lugar
| Gráfica de evolución demográfica de Lesón (lugar) entre 2000 y 2019 |
|                                                                     |
| Datos según el nomenclátor publicado por el INE.                    |